# Луис Фернандес де Кордова и Суньига
 Луис Фернандес де Кордова и Суньига (исп. Luis Fernández de Córdoba y Zúñiga; ок. 1480 — 17 августа 1526, Рим) — испанский аристократ и дипломат, граф Кабра, 4-й виконт де Иснахар, 6-й сеньор де Баэна (1525—1526), герцог-консорт Сесса, Терранова и Сантанджело (1518—1526), был женат на своей двоюродной сестре, Эльвире Фернандес де Кордове и Манрике (ок. 1500—1524), дочери и наследнице Гонсало Фернандеса де Кордова, Великого Капитана..

## Биография
Родился около 1480 года. Старший сын Диего Фернандеса де Кордовы и Мендосы (1460—1525), 3-го графа де Кабра (1487—1525), и его второй супруги, Франсиски де Суньига и де ла Серды (? — 1511), дочери Диего де Суньиги, герцога де Оро, сеньора де Траспинедо и 1-го герцога де Бехар, и Хуаны де ла Серды и Кастаньеды, 4-й сеньоры де Вильория.
Будучи придворным и послом Карла V, императора Священной Римской империи и короля Испании, Луис Фернандес де Кордова и Суньига отправился во Фландрию в сопровождении своих братьев Педро и Франсиско, а в 1518 году сопровождал Карла V в его поездке в Испанию для его коронации. Он был в Италии в середине 1521 года, во время шестой итальянской войны, в качестве одного из кандидатов на должность генерал-капитана испанской армии (эту должность получил Фернандо д’А́валос в 1522 году). 17 сентября 1522 года Луис Фернандес де Кордова был назначен императорским послом к папе римскому Адриану VI, заменив Хуана Мануэля, сеньора де Бельмонте, и занимал эту должность при папе Клименте VII с ноября 1523 года по май 1526 года. Он также занимал должность испанского вице-регента в Италии, номинально поставленного выше вице-короля Неаполя, а также всех других послов и военных командиров, дислоцированных в Италии.
В 1526 году, в начале седьмой итальянской войны (Война Коньякской лиги), где император и папа оказались на противоположных сторонах, Луис отправился в Неаполитанское королевство вместе с новым вице-королём Уго де Монкадой, чтобы собрать войска против Рима (в конечном итоге Рим был разграблен 6 мая 1527 года). Он заболел в Сан-Марино и попросил у папы Климента VII разрешения приехать в Рим для лечения. Он был госпитализирован в городе и скончался там 17 августа.
В результате его брака с Эльвирой Фернандес де Кордовой (18 марта 1518 года) родилось четверо детей. Первенец, Гонсало II Фернандес де Кордова (1520—1578), унаследовал титулы отца и матери. За Гонсало последовали три сестры: Мария, Беатрис и Франсиска.
Луис Фернандес де Кордова пережил своего отца только на один год, и, таким образом, он занимал отцовские титулы только с августа 1525 года до своей собственной смерти в августе 1526 года. Его герцогские титулы были закреплены браком, начиная с 1518 года.
Его тело было похоронено в церкви монастыря Сан-Франциско в городе Сесса-Аурунка. Однако его сын Гонсало перенесёт его останки и останки его матери Эльвиры в главную часовню Королевского монастыря Сан-Херонимо-де-Гранада, рядом с могилой Великого Капитана.